# A Brand New Day (bài hát của The Wiz)
"A Brand New Day" là ca khúc từ vở nhạc kịch Broadway năm 1975 The Wiz, do Luther Vandross sáng tác, Diana Ross, Michael Jackson, Nipsey Russell và Ted Ross trình bày.

## Bảng xếp hạng

### Xếp hạng tuần
| Bảng xếp hạng (1979)      | Vị trí cao nhất |
| ------------------------- | --------------- |
| Bỉ (Ultratop 50 Flanders) | 1               |
| Hà Lan (Dutch Top 40)     | 1               |
| Hà Lan (Single Top 100)   | 1               |

### Xếp hạng cuối năm
| Bảng xếp hạng (1979)    | Vị trí |
| ----------------------- | ------ |
| Bỉ (Ultratop Flanders)  | 14     |
| Hà Lan (Dutch Top 40)   | 10     |
| Hà Lan (Single Top 100) | 17     |